# Tel Avdan
Tel Avdan (hebrejsky: תל עבדן) je pahorek o nadmořské výšce 18 metrů v severním Izraeli.
Leží v pobřežní nížině cca 27 kilometrů jihojihozápadně od centra Haify, cca 1,5 kilometru severně od vesnice Ma'agan Micha'el a 1 kilometr od pobřeží Středozemního moře. Má podobu nevýrazného návrší, které vystupuje z jinak zcela ploché krajiny. Na východní i západní straně jej lemují areály umělých vodních nádrží. Podél západního okraje vrchu prochází dálnice číslo 2. Několik set metrů jižně od tohoto pahorku se nachází podobný pahorek Tel Šariš.